# Yên Sơn, Tuyên Quang
Yên Sơn là một xã xã thuộc tỉnh Tuyên Quang, Việt Nam. Xã được thành lập ngày 1 tháng 7 năm 2025 trên cơ sở sáp nhập toàn bộ diện tích tự nhiên và quy mô dân số của các đơn vị hành chính cũ: thị trấn Yên Sơn, xã Tứ Quận, xã Lang Quán, xã Chân Sơn.

## Địa lý
Xã Yên Sơn cách trung tâm tỉnh Tuyên Quang là phường Minh Xuân khoảng 10 km về phía tây bắc, có vị trí địa lý:
- Phía đông giáp xã Tân Long với ranh giới là sông Lô.
- Phía tây giáp tỉnh Lào Cai, với ranh giới quanh dãy núi Là.
- Phía nam giáp phường Minh Xuân, phường Mỹ Lâm.
- Phía bắc giáp xã Thái Hòa, xã Hùng Đức, xã Xuân Vân.

Xã Yên Sơn có diện tích 117,92 km², dân số năm 2025 là 31.560 người, mật độ dân số đạt 267 người/km².

## Lịch sử
Phần lớn địa bàn thị trấn Yên Sơn trước đây vốn là xã Thắng Quân thuộc huyện Yên Sơn.
Ngày 27 tháng 12 năm 1975, Quốc hội ban hành Nghị quyết về việc thành lập tỉnh Hà Tuyên trên cơ sở tỉnh Tuyên Quang và tỉnh Hà Giang. Khi đó, xã Thắng Quân thuộc huyện Yên Sơn, tỉnh Hà Tuyên.
Ngày 12 tháng 8 năm 1991, Quốc hội ban hành Nghị quyết về việc chia tỉnh Hà Tuyên thành tỉnh Tuyên Quang và tỉnh Hà Giang. Khi đó, xã Thắng Quân thuộc huyện Yên Sơn, tỉnh Tuyên Quang.
Ngày 15 tháng 7 năm 1999, Chính phủ ban hành Nghị định số 56/1999/NĐ-CP về việc sáp nhập một phần dân cư của thị trấn nông trường Sông Lô vào xã Thắng Quân.
Xã Thắng Quân là huyện lỵ của huyện Yên Sơn từ năm 2008 sau khi xã An Tường được sáp nhập vào thị xã Tuyên Quang (nay là phường An Tường, thành phố Tuyên Quang).
Ngày 3 tháng 9 năm 2008, Chính phủ ban hành Nghị định số 99/2008/NĐ-CP về việc chuyển huyện lỵ huyện Yên Sơn từ xã An Tường về xã Thắng Quân.
Ngày 27 tháng 4 năm 2021, Ủy ban Thường vụ Quốc hội ban hành Nghị quyết số 1262/NQ-UBTVQH14 (nghị quyết có hiệu lực từ ngày 1 tháng 7 năm 2021). Theo đó:
- Điều chỉnh 0,58 km² diện tích tự nhiên và 923 người của xã Lang Quán (gồm toàn bộ thôn 1 và thôn 6), 2,29 km² diện tích tự nhiên và 1.788 người của xã Tứ Quận (gồm toàn bộ thôn Cầu Trôi, thôn 11 và thôn Đồng Chằm) về xã Thắng Quân quản lý.
- Thành lập thị trấn Yên Sơn – thị trấn huyện lỵ của huyện Yên Sơn trên cơ sở toàn bộ 29,21 km² diện tích tự nhiên và 22.041 người của xã Thắng Quân sau khi điều chỉnh địa giới hành chính.

Ngày 4 tháng 8 năm 2021, UBND tỉnh Tuyên Quang ban hành Quyết định số 1095/QĐ-UBND về việc:
- Chuyển Thôn 1 thành tổ dân phố 1.
- Chuyển Thôn 6 thành tổ dân phố 6.
- Chuyển Thôn 11 thành tổ dân phố 11.
- Chuyển thôn Cầu Trôi thành tổ dân phố Cầu Trôi.
- Chuyển thôn Đồng Chằm thành tổ dân phố Đồng Chằm.
- Chuyển thôn Đồng Quân thành tổ dân phố Đồng Quân.
- Chuyển thôn Ghềnh Gà thành tổ dân phố Ghềnh Gà.
- Chuyển thôn Hòn Lau thành tổ dân phố Hòn Lau.
- Chuyển thôn Hồng Thái thành tổ dân phố Hồng Thái.
- Chuyển thôn Km 9 thành tổ dân phố Km 9.
- Chuyển thôn Làng Chảu thành tổ dân phố Làng Chảu.
- Chuyển thôn Minh Phong thành tổ dân phố Minh Phong.
- Chuyển thôn Nghĩa Trung thành tổ dân phố Nghĩa Trung.
- Chuyển thôn Nông Trường thành tổ dân phố Nông Trường.
- Chuyển thôn Phố Lang Quán thành tổ dân phố Phố Lang Quán.
- Chuyển thôn Phú Thịnh thành tổ dân phố Phú Thịnh.
- Chuyển thôn Tân Thắng thành tổ dân phố Tân Thắng.
- Chuyển thôn Thắng Quân thành tổ dân phố Thắng Quân.
- Chuyển thôn Trầm Ân thành tổ dân phố Trầm Ân.
- Chuyển thôn Văn Lập thành tổ dân phố Văn Lập.
- Chuyển thôn Yên Thắng thành tổ dân phố Yên Thắng.

Thị trấn Yên Sơn được chia thành 21 tổ dân phố: Đồng Chằm, Tứ Quận, Cầu Trôi, Đoàn Kết, Đồng Lương, Trầm Ân, Phú Thịnh, Lang Quán, Hưng Thịnh, Đồng Quân, Nông Trường, Nghĩa Trung, Minh Phong, Làng Chẩu, Tân Thắng, Thắng Quân, Hòn Lau, Hồng Thái, Văn Lập, Yên Thắng, Ghềnh Gà.
Ngày 16 tháng 6 năm 2025 Ủy ban Thường vụ Quốc hội ban hành Nghị quyết 1684/NQ-UBTVQH15  sáp nhập thị trấn Yên Sơn, xã Tứ Quận, xã Lang Quán, xã Chân Sơn thành xã Yên Sơn.
Ngày 1 tháng 7 năm 2025  Chính quyền xã Yên Sơn chính thức đi vào hoạt động; trụ sở đặt tại khu hành chính thị trấn Yên Sơn cũ.